# العلاقات الإيطالية الليبية

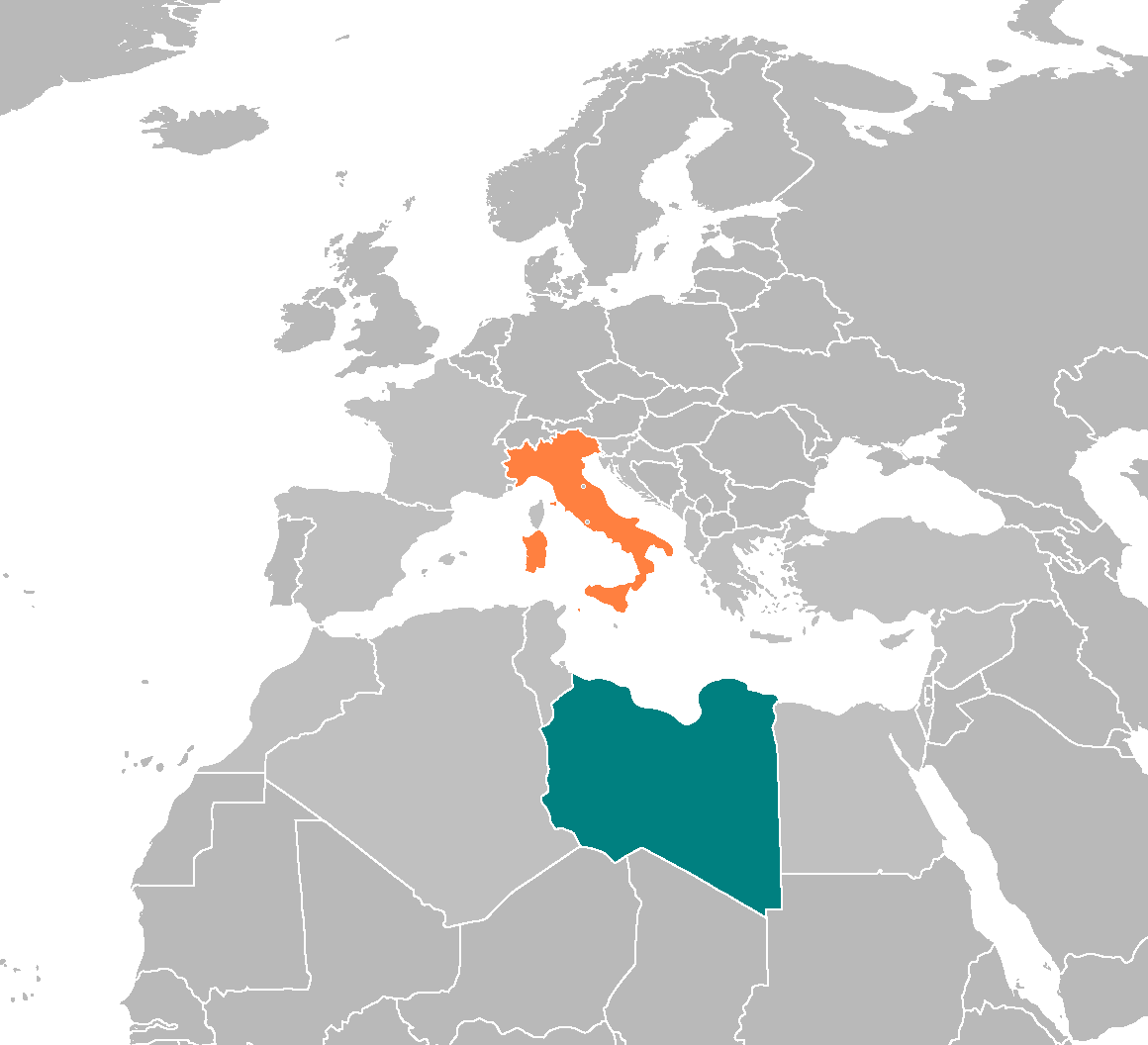
خريطة و

العلاقات الإيطالية الليبية هي علاقات خارجية بين ليبيا وإيطاليا.
بين عامي 1911 و1947 كانت ليبيا مستعمرة إيطالية، كلتا البلدان بدأتا علاقات دبلوماسية في العام 1951. لإيطاليا سفارة في العاصمة الليبية طرابلس وقنصلية عامة في مدينة بنغازي، في حين أن لليبيا سفارة (مكتب شعبي) في روما وقنصليتان عامتان في ميلانو وباليرمو.
رغم كون إيطاليا الشريك التجاري الأول لليبيا منذ ستينيات القرن العشرين كما تعد ليبيا الشريك التجاري الأول لإيطاليا في أفريقيا والدول العربية إلا أن العلاقات الدبلوماسية بين الدولتين اتسمت بالتوتر بسبب الماضي الاستعماري لإيطاليا في ليبيا بين عامي 1911 و1943، وبالأخص في الحقبة الفاشستية التي اعتبر خلالها موسيليني ليبيا «الشاطئ الرابع» لإيطاليا.

## معاهدة صداقة وتعاون
في 30 أغسطس 2008 في مدينة بنغازي أقرت إيطاليا عبر رئيس وزرائها سيلفيو برلسكوني «بالأضرار والمسؤولية الأخلاقية التي لحقت بالشعب الليبي أثناء فترة الاستعمار الإيطالي»، وتم توقيع معاهدة الصداقة والشراكة والتعاون بين ليبيا وإيطاليا، وقال برلسكوني أن المعاهدة هي «اعتراف أخلاقي بالأضرار التي لحقت بليبيا من قبل إيطاليا خلال فترة الحكم الاستعماري»، مكررا «أسفه وأسف الشعب الإيطالي».
وفي مارس 2009 وأثناء زيارة أخرى لليبيا، عبر برلسكوني عن ارتياح إيطاليا لتصديق ليبيا على المعاهدة مطالبا الشعب الليبي بالصفح عن حقبة الاستعمار الإيطالي لليبيا، مجددا الاعتذار.
وتنص الاتفاقية بين ما تنص عليه التزام إيطاليا بتقديم تعويض مالي يناهز الربع مليار دولار سنويا على مدى عشرين عاما، كما ستقوم ببناء مستشفيات لعلاج الذين تأذوا من مخلفات الاستعمار وتحديدا الألغام كما تتعهد إيطاليا بالتعاون في الكشف عن حقول الألغام المزروعة في ليبيا.
كما ستقوم إيطاليا بإعادة القطع الأثرية والمخطوطات والكتب التي تم تهريبها إلى إيطاليا خلال حقبة الاستعمار، وفي هذا الشأن أعادت إيطاليا في يوم توقيع الاتفاقية تمثالا قديما لفينوس آلهة الجمال هو تمثال «فينوس قورينا» تم أخذه إلى روما خلال الحكم الاستعماري. وأخذت القوات الإيطالية «فينوس قورينا»، وهو تمثال بدون رأس، من بلدة شحات المستوطنة الإغريقية القديمة في ليبيا.
وفي الجانب الثقافي ستمنح روما بشكل سنوي منحا جامعية للطلبة الليبيين الذين يرغبون بممارسة دراساتهم في إيطاليا، وسيتم إعادة مرتبات التقاعد للجنود الليبيين الذين حاربوا في الجيش الإيطالي.
تم توقيع الاتفاقية في قـصر كان يوما مقرا للحاكم الإيطالي في بنغازي إبان فترة الاستعمار، هذا وتم اعتبار يوم 30 أغسطس من كل عام مناسبة للاحتفال بـيوم الصداقة الليبية الإيطالية.